# Aura (energiaburok)
Az aura az azonos nevű latin szóból származik, amely eredetileg leheletet jelent, tágabb értelemben pedig emanációt, kisugárzást.
A keleti hagyományban, egyes vallásokban és a mai ezoterikus irodalomban az aura az élő és az élettelen testekből kisugárzó, azokat fátyolszerűen körbevevő energiamezők együttese. A természetgyógyászatban a bioelektromos és biomágneses energiarezgések összességeként fogható fel. Bioenergiai bioplazmának is szokták nevezni, mert bizonyos tulajdonságait illetően hasonlít az energiaplazmához. Egyéb nevei a különböző kultúrkörökben: finomtest, energiatest, prána, asztrális fény. 
Mint létező jelenség megtalálható a természetgyógyászatban, különösen a bioenergetikában, továbbá a zsidó misztikus kabbalisztikában, a hinduizmus szent irataiban, a jógában, a vadzsrajána, a singon és a tibeti buddhizmusban, az iszlám misztikus irányzatában, a szúfizmusban, a kínai alkímiában, a taoizmusban és az okkultizmus irányzatában, a teozófiában. Létezését a tudomány vitatja, a legújabb tanulmányok viszont alátámasztják, hogy minden élő ember „éteri fénnyel”, fotonkibocsátással rendelkezik.

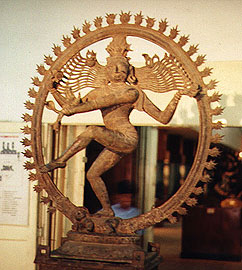
Siva ábrázolása aureolával

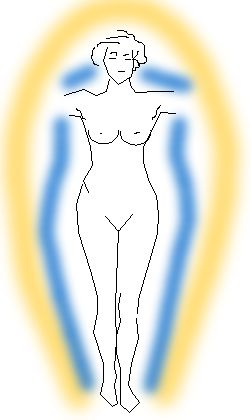
Egy egészséges nő aurája Walter John Kilner (1847–1920) alapján

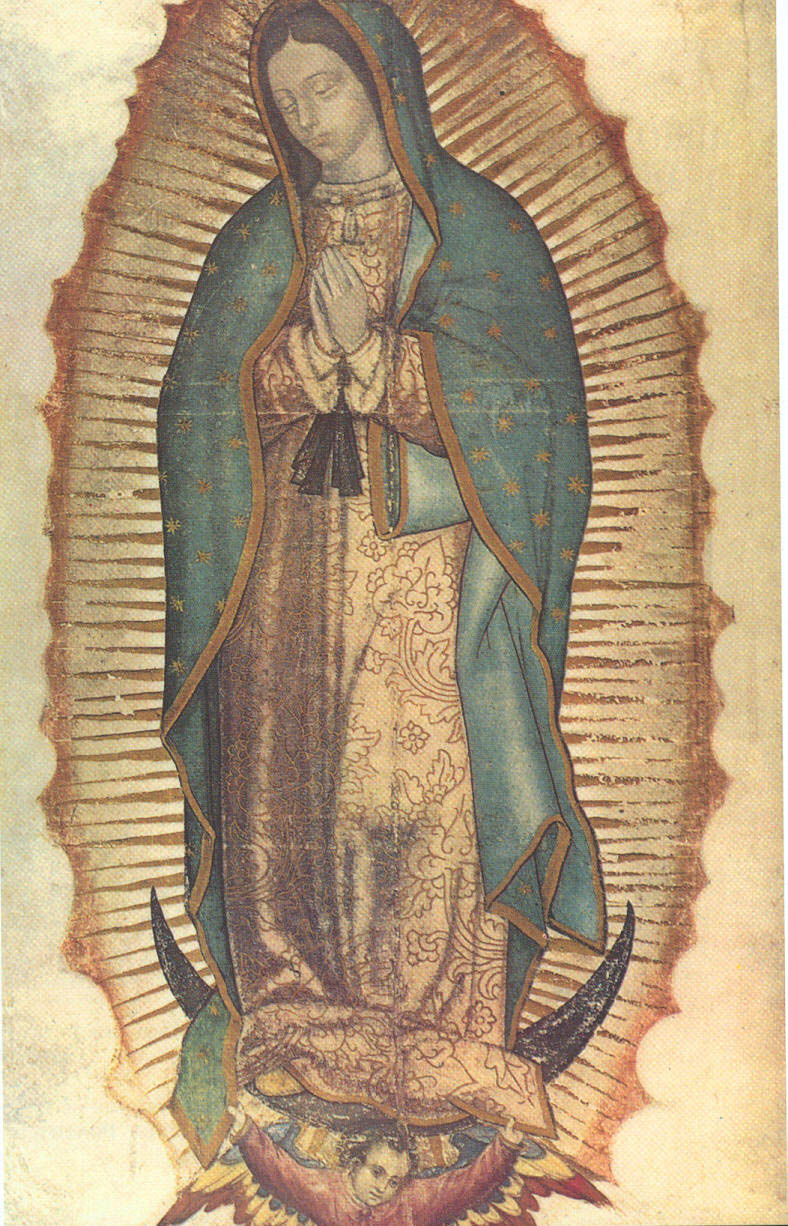
A Guadalupei Szűzanya ikonja aureolával

Az ókorban aurának nevezték az élőlények, különösen az emberek szubsztilis kisugárzását. Az aura szó, hogy létezett és ábrázolása (rajzokon, szobrokon), azt bizonyítja, hogy hittek az emberi testből kiáradó emanációban. Az ókori Egyiptom magas rangú személyeit néha az aurával ábrázolták, akárcsak a keleti társadalmak kiemelkedő személyiségeit, s később ugyanígy volt Görögországban és Rómában is. Az aurából hozta létre a kereszténység az aureolát, azt a glóriát, amely a szentek fejét, illetve időnként a teljes testüket körülvette.

## Jellemzői
Ez az energiatér, mely körülveszi a fizikai testet, az ember esetében a fizikai testet tojás alakban és fátyolszerűen körülvevő energiamezők formájában jelenik meg. Az egészséges felnőttnél ez a kisugárzás általában hét rétegű. Vannak azonban olyan jógaiskolák, amelyek szerint az emberi aura eredetileg nem hét, hanem csak három rétegből áll, s a többi csak ezoterikus beavatással szerezhető meg. Az aurafényképezés feltalálása és kifejlesztése azonban azokat igazolta, akik szerint minden egészséges embernek felnőtt korára kialakul a hét rétegű aurája. Ez a férfiaknál elöl átlag 1,7 m-re, oldalt 70–80 cm-re, hátul pedig 90–100 cm-re terjed ki. Nőknél ugyanezek a méretek átlagosan 20–30%-kal kisebbek. A régi spirituális mesterek aurája ezeknél jóval nagyobb volt és – sokak szerint – ezzel erős vonzó hatást gyakoroltak a környezetükben levőkre. Nagyon sok mestert ábrázoltak glóriával, úgynevezett aureolával a feje, s teste körül is.
Az aura rétegeinek együttese az átlagos képességekkel rendelkező ember esetében –
nyugalmi állapotban – 6–8 Hz-es energiahullámként jelenik meg. Ezek közt az infravörös színű rezgések dominálnak. Esetenként azonban az emberi aurában igen nagy frekvenciájú energiahullámokat is mértek már. Az utóbbiak általában a 18–330 cm közötti hullámsávban jelennek meg. Az úgynevezett parafenomén személyiségek aurájára általában a 10–12 hertzes kisugárzás jellemző. Az utóbbiak másokra kedvező vagy kedvezőtlen egészségi hatást gyakorolhatnak. Pl. betegekben jó, egészségesekben kellemetlen érzéseket kelthetnek. Az eddigi kutatások szerint az ember által kisugárzott aurában leptonokat, barionokat és más rendkívül parányi elemi részecskéket is ki lehet mutatni.
Az aura alakja, mérete, színei és a színek tisztasága meghatározott jelentéssel bírnak az ember fizikai, érzelmi, mentális és spirituális állapotát illetően. A gyönge auraterekben jobban hatnak ránk a külső erők, a negatív energiák. Ebből következően az ember könnyebben manipulálható és fáradékonyabb. A legyengült auraterek kudarcot, kudarcérzést, egészségi problémákat, élethelyzetek megoldására való képtelenséget okoznak.
A test könnyen felveszi és átalakítja a természet energiáit. Mezítláb sokkal könnyebben tudunk kapcsolatot teremteni a föld gyógyító energiáival, mint cipőben. A gyógyulás, felépülés elfogadott útja a tengerparti lábadozás. A tengeri környezetben egyszerre van jelen az élet mind a négy alapeleme – a tűz, a víz, a levegő és a föld. Az emberi test magába szívja, és gyógyító energiákká alakítja őket, fizikai és egyéb szempontból is erősítve energiaterünket, vagyis az auránkat. A négy elemmel való együttlét és kapcsolat helyreállítja a beteg egyensúlyát.
Az aura azonban nem csak a négy természeti elemből felvett és átalakított energiából áll. Benne van a test nagyon finom kölcsönhatása az ég energiatereivel is. Így hát hatnak ránk a csillagok, a bolygók kisugárzása is – az asztrológia gyakran hivatkozik erre – és különböző energiaformákká alakítva jut kifejezésre. Nem mindenki érzékeny egyformán a planetáris hatásokra, de senki nem mentes tőlük. Egyeseket erősebben, észrevehetőbben, másokat kevésbé látványosan érintenek ezek az energiák…

## Rétegei
Az emberi aura minden egyes rétegének megvan a sajátosan rá jellemző színe, rezgésszáma, hullámhossza. A rétegek nem különülnek el élesen, hanem valójában egy és ugyanazon „energiatest” különböző hullámhosszúságú és sűrűségű részeiről van szó, amelyek áthatják egymást. Ezek az ún. rétegek csak a fényképeken látszanak elkülönülőknek egymástól. A természetgyógyászati és az ezoterikus irodalom elnevezései szerint a fizikai testtől kifelé haladva sorrendben a következők: 
- étertest
- asztráltest (vagy érzelmi test)
- mentáltest
- asztrális szint
- éteri szint
- mennyei energiatest
- ketherikus test (vagy okozati energiatest)

A felsorolt rétegek legfontosabb jellemzői a következők: 
- Az étertest kb. 1,5–2,5 cm széles, acélkék vagy ultramarin színű. Szorosan követi a fizikai test körvonalait. A szervezet biofizikai tevékenysége tükröződik benne. Ebből „olvashatók ki" a test régen lezajlott és aktuális betegségei, sérülései.
- Az asztráltest lazán és finoman követi a fizikai test körvonalait. Kb. 2,5–7,5 cm széles. Színei az érzelmektől függően különböző árnyalatokban ragyoghatnak vagy rossz hangulat esetén beszürkülhetnek. Ezeken mintegy áttűnnek a működő csakrák.
- A mentális test kb. 7,5–20 cm széles. Általában csak a fej és a váll körül látható sugárzó sárga fényként látszik. A gondolatok „szerkezetét", összetettségét és elmélyültségét különböző halvány színfoltok jelzik benne. A réteg szélességéből következtetni lehet az agy értelmi teljesítő képességére is. Nagyobb értelmi kapacitás esetén az említettnél szélesebb is tehet ez az energiaréteg.
- Az asztrális szint 15–30 cm széles. Amorf alakzatú, általában színes felhőpamacsszerű színfoltokból áll. A híd szerepét tölti be az alsó és felső rétegei között. Az éteri minta 30–45 cm széles. A színes fénykép negatívjaihoz hasonlít. Az ezoterikus gyógyászatban ezt a spirituális sík éteri szintjének tartják.
- Az éteri szint tartalmazza a fizikai test és az összes alsóbb test éterikus mintázatát. Akarat megnyilvánulását teszi lehetővé pszichés szinten és lehetővé teszi a gondolkodás-érzés-akarat leképezését fizikai síkra. Fizikailag a szervezet belső irányító mechanizmusával áll kapcsolatban, amely a tudati központ utasításait hajtja végre a fizikai testtel.
- A mennyei test kb. 60–85 cm széles. A fizikai testből kisugárzó gyertyalánghoz hasonlít. Az ezoterikus gyógyítók szerint ezen keresztül érezzük a világegyetemmel való kapcsolatunkat. Időnként ragyogó fénysugarak figyelhetők meg benne.
- A ketherikus szint kb. 16–108 cm széles. Arany és ezüst szálakkal átszőtt, tojásdad alakú, általában tojáshéj színű. Az ezoterikusok szerint ez fejezi ki legjobban az embertársainkhoz való viszonyunkat és a spirituális hajlamainkat. Néha ragyogó, erős fénysugarak figyelhetők meg benne. Szintén ezoterikus vélemények szerint ez tartalmazza a fizikai test ún. aranyrács mintáját, amely többé-kevésbé erős és rugalmas védelmet biztosít a külvilágból felénk áradó más infravörös sugárzásokkal szemben.

## Auralátás
„Az extraszensz képességekkel rendelkező emberek sokféle módon képesek érzékelni az energiamezőket. Az ilyen érzékelés történhet pl. auralátással vagy a kisugárzás letapogatásával. Az auralátás az aura szabad szemmel való érzékelésének képessége. Az eddigi kutatások alapján minden ember auralátással születik. A szocializáció során azonban az ún. éleslátás kialakulásához más szemizmok használatára van szükség, mint az auralátáshoz, s ez a szemlencse görbületét, illetve más szemizmok megerősödését idézi elő. Ezt látszik bizonyítani az is, hogy auralátásra alapfokon sokan megtaníthatóak még felnőttkorban is.”

A 2010-es években spanyol kutatók olyan emberek vizsgálata során, akik látni vélik mások auráját, arra jutottak, hogy a különleges képesség hátterében az érzelmi szinesztézia nevű idegélettani jelenség állhat. A szinesztézia azt jelenti, hogy olyan agyterületek között is kimutatható összeköttetés, amelyek normál esetben nem kapcsolódnak egymáshoz. A Consciousness and Cognition című szaklapban megjelent tanulmányt a spanyol Granadai Egyetem Kísérleti Pszichológiai tanszéke tette közzé.

## Aurafényképezés
„Az aurakutatások története az ókorig nyúlik vissza. Szervezett módon azonban csak a középkori alkimisták kezdtek el vele foglalkozni. 

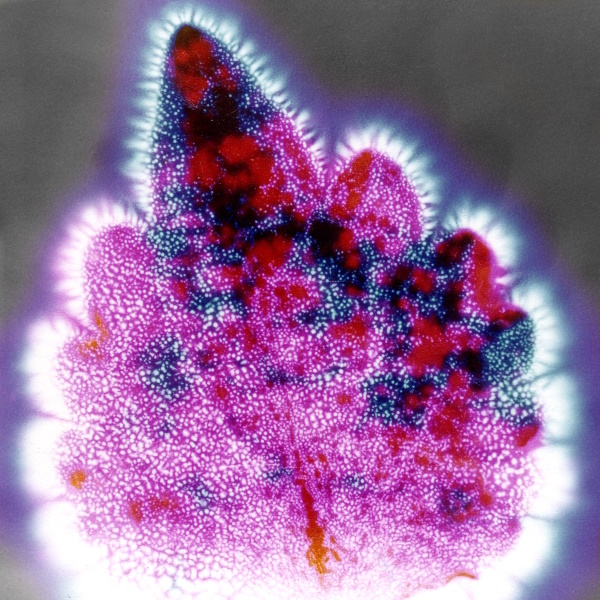
Kirlian-fotó egy növény leveléről

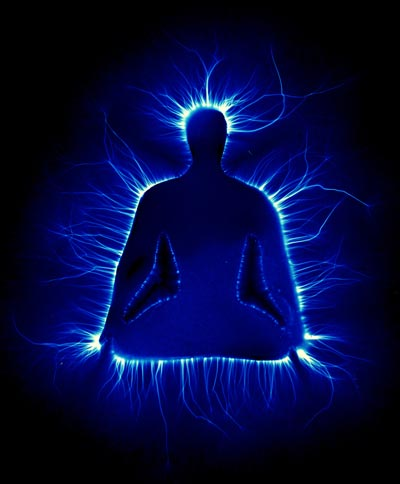
Egy lótuszülésben lévő ember Kirlian-fotója

Ma már különböző műszerekkel is jól tanulmányozható az emberi aura. Hiteles mérésére és a nem aura-látók számára is meggyőző megjelenítésére pedig csak a 20. században felfedezett bizonyos technikai eszközök révén kerülhetett sor. Az ilyen eszközök közé tartoznak pl. a Kirlián-féle aura-fényképezési berendezések, a különféle térerőmérő műszerek (pl. az erre is alkalmas Tesla-mérő, Egely-féle vitalitásmérő, biorezonancia eszközök stb.), valamint sok más, az ún. csúcstechnikához tartozó találmány.
Az aurafényképezés az élettelen dolgok, illetve az élő személyek aurájának fotózására, filmezésére, videózására alkalmas technikai eljárások gyűjtőneve. Annak fényképes megjelenítésével már a fényképezés „őskorában”, a 18-19. században is kísérleteztek. Az azzal kapcsolatos kutatás úttörői között tartják számon pl. a következőket: M. V. Pogoselszkij orosz tudóst, aki 1912-ben készítette el az első fekete-fehér aurafotót. A felvételt azonban a kortársai nem találták elég meggyőzőnek. Valószínűleg minden idők egyik legnagyobb feltalálója, a szerb származású, az USA-ba kivándorolt Nikola Tesla jött rá elsőként, hogy az aurafényképezéshez nagyfeszültségű elektromos árammal működő berendezésre van szükség. A halála miatt azonban már nem tudta megvalósítani ezt az elképzelését.”

Az aurafényképezés történetében döntő fordulatot jelentett, amikor Szemjon D. Kirlian (Семён Давидович Кирлиан, 1898–1978) orosz fizikus, és felesége – mintegy két évi kísérletezés után –, 1939-ben elkészítette az első olyan fényképezőgépet, amellyel fekete-fehér színű és viszonylag hiteles aurafényképeket tudtak készíteni kisebb tárgyakról. Azóta világszerte nagyon sokan kapcsolódtak be az aurafényképezési technika fejlesztésébe. Ma már egészségi állapotfelmérésre is alkalmas, számítógépekkel vezérelt, képernyőn, színesben megjeleníthető aura-fényképezési eljárások is léteznek.
A Kirlian-fotókon látható aura legfőbb jellemzői:
- a tárgyak egységes kontúrúak, ezzel szemben az élő anyag mindig szabálytalan, szikrázó, remegő, csillogó fényudvart mutat
- egy növény letépett levelének fényudvara csökken és sápad az élet elszállása és a növény hervadása mértékében
- egy élő ember/állat testrésze (például az ujja) auraképe is megváltozik, ha az illető egészségi vagy érzelmi állapota függvényében

## Fordítás
- Ez a szócikk részben vagy egészben  a   Subtle body című angol Wikipédia-szócikk fordításán alapul.  Az eredeti cikk szerkesztőit annak laptörténete sorolja fel. Ez a jelzés csupán a megfogalmazás eredetét és a szerzői jogokat jelzi, nem szolgál a cikkben szereplő információk forrásmegjelöléseként.
- Ez a szócikk részben vagy egészben  az   Aura (paranormal) című angol Wikipédia-szócikk fordításán alapul.  Az eredeti cikk szerkesztőit annak laptörténete sorolja fel. Ez a jelzés csupán a megfogalmazás eredetét és a szerzői jogokat jelzi, nem szolgál a cikkben szereplő információk forrásmegjelöléseként.